# Tozawa (Yamagata)
Tozawa (戸沢村 Tozawa-mura?) es una villa localizada en la prefectura de Yamagata, Japón. En junio de 2019 tenía una población de 4.298 habitantes y una densidad de población de 16,4 personas por km². Su área total es de 261,31 km².

## Geografía

### Municipios circundantes
- Prefectura de Yamagata
  - Shinjō
  - Sakata
  - Sakegawa
  - Shōnai
  - Ōkura

## Demografía
Según datos del censo japonés, la población de Tozawa ha disminuido en los últimos años.
| Año del censo | Población |
| ------------- | --------- |
| 1995          | 6.959     |
| 2000          | 6.450     |
| 2005          | 5.915     |
| 2010          | 5.304     |
| 2015          | 4.773     |